# Wilhelm von Taubadel
Wilhelm Traugott Ernst Gottlieb von Taubadel (geb. 17. Mai 1796 in Alt Karmunkau; gest. 16. Juni 1851 in Breslau) war ein preußischer Leutnant, Rittmeister und Landrat.

## Leben

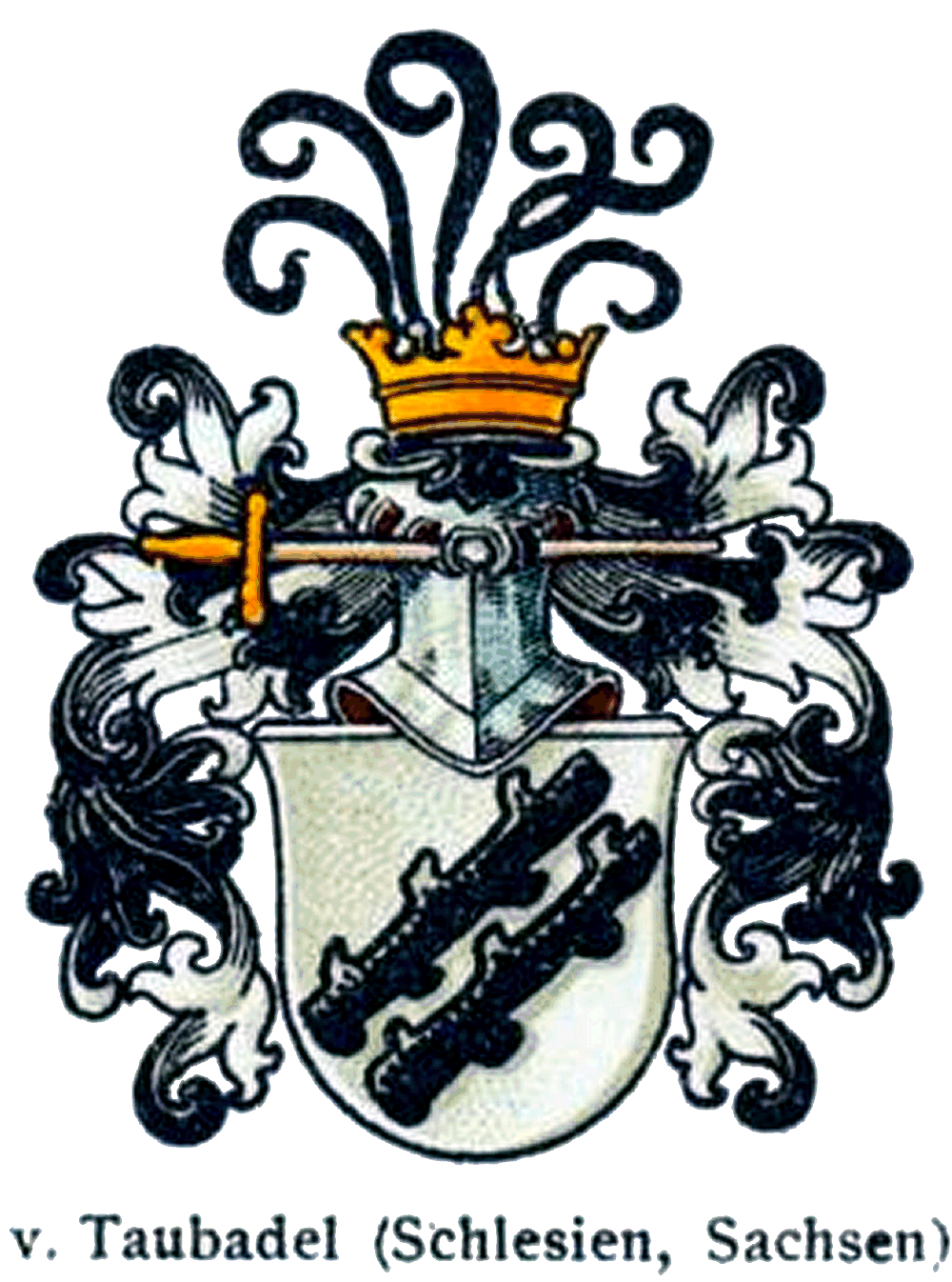
Stammwappen derer von Taubadel

Wilhelm von Taubadel war Angehöriger des meißnischen Adelsgeschlechts Taubadel. Er war ein Sohn von Ernst Gottlieb von Taubadel (1753–1821), preußischer Leutnant und Landrat im Kreis Kreuzburg O.S. (1800–1815), sowie Erbherr auf Bukowine und Schmardt. Seine Ehefrau war seit dem 29. Oktober 1781 Johanne Gottliebe (* 29. September 1763 in Wendrin; † 10. September 1804 in Schönwald), geb. von Jordan und Alt-Patschkau. Wilhelm von Taubadel war preußischer Leutnant, Rittmeister und zwischen 1830 und 1841 Landrat des Kreises Rosenberg O.S. zudem war er Erbherr auf Botzanowitz, Bischdorf und Alt Karmunkau.

## Familie
Wilhelm von Taubadel war seit dem 29. Oktober 1826 in Schönwald mit seiner Cousine Anna Louise Agnes (* 20. Juli 1799 in Schönwald; † 8. November 1864 in Schloss Schurgast), einer Tochter des preußischen Justiz-, Regierungs- und Landrats, Martin Ludwig von Jordan (1762–1833), verheiratet. Ihre Kinder waren:
1. Anna (geb. und gest. 4. November 1828)
2. Johanna Gottliebe Marie Louise (1832–1833)
3. Katharina Erdmuthe Gottliebe (1834–1906)
4. Wilhelm Albert Gustav Ludwig Ernst Erdmann Gottlieb (1836–1871)

## Geschwister
Wilhelm Traugott Ernst Gottlieb von Taubadel hatte folgende Geschwister:
1. Karoline Wilhelmine Gottliebe (* 24. Oktober 1783 in Breslau; † 11. Mai 1840 in Oels)
2. Ludwig Heinrich Gottlieb von Taubadel (* 13. Mai oder 13. Juli 1786 in Bukowine; † 18. Februar 1826 in Kreuzburg), königlich preußischer Landrat im Kreis Kreuzburg O.S. von 1818 bis 1826.[2]
3. Adolf Eduard Wilhelm Karl Gottlieb (* 19. April 1788 in Bukowine; † 30. Juni 1788 ebenda)
4. Friedrich Ernst Gottlieb (* 8. Oktober 1789 in Alt Karmunkau; † 14. März 1790 ebenda)
5. Gottliebe Adelheid Amalie Erdmuthe (25. Oktober 1790 in Alt Karmunkau; † 28. September 1867 in Oels)
6. Charlotte Christiane Eleonore Gottliebe (* 1. Mai 1792 in Alt Karmunkau; † 13. Juni 1792 ebenda)
7. Gustav Julius Alexander Gottlieb (* 19. Juni 1793 in Alt Karmunkau; † 14. Oktober 1805 in Kreuzburg)
8. Albert Friedrich Gottlieb (* 5. November 1794 in Alt Karmunkau; † 17. März 1814 in Grisy-sur-Seine an den Folgen einer Wunde aus der Schlacht bei Laon)
9. Marie Gabriele Louise Gottliebe (* 16. August 1797 in Alt Karmunkau; † 2. Juni 1822 in Kreuzburg)